# Nicolas Stoyko
Nicolas Stoyko ou Nikolaï Mikhaïlovitch Stoyko (en russe Николай Михайлович Стойко, Nikolaï Mikhaïlovitch Stoïko), né le 2 mai 1894 à Odessa (alors dans l'Empire russe) et mort le 14 septembre 1976 à Menton (France), est un astronome français spécialisé dans la mesure du temps. En comparant les indications d'oscillateurs à quartz, il mit en évidence des irrégularités de la rotation de la Terre. Ses recherches d'astronomie ont été couronnées du prix Jules-Janssen (1969) et du prix Lalande (1939).

## Biographie

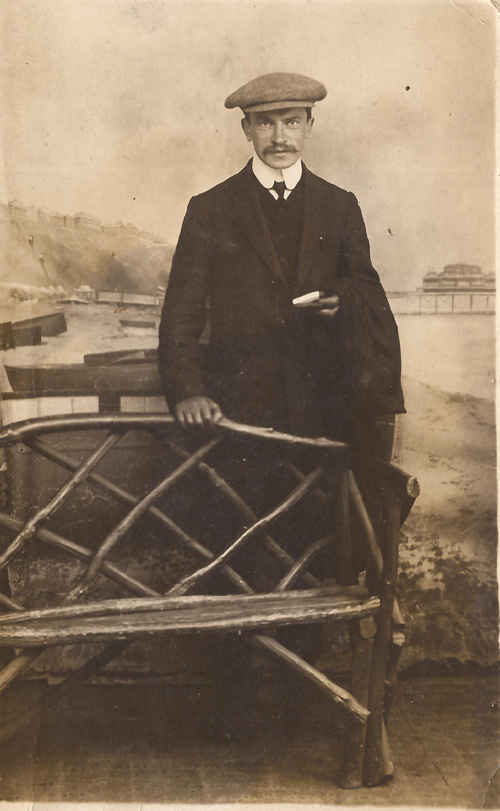
Le (cliché 1912) appuya la candidature de Stoyko à l'Observatoire à son arrivée à Paris en 1923.

Stoyko avait effectué ses études à l'université de Novorossia avant de travailler comme bénévole à l'observatoire astronomique d'Odessa, dirigé à l'époque par Alexandre Y. Orlov (1880-1954), expert de géodynamique et plus précisément du mouvement des pôles magnétiques. Reçu licencié ès sciences mathématiques en 1916, Stoyko combattit dans l'armée russe de 1916 à 1918, puis obtint le titre de privat-docent de mathématiques en 1920. Inactif dans un pays en proie à la guerre civile, Stoyko immigre en Bulgarie et devient instituteur à Pleven, mais il doit de nouveau partir après le coup d´état de 1923, et demande l'asile en France. Sur recommandation d'Orlov, qui avait étudié à la Sorbonne, il put entrer à l'Observatoire de Paris.
Les recherches du général Ferrié sur la difficulté propre aux transmissions radioélectriques de signaux horaires, avaient montré dès 1910 la nécessité de créer un organisme chargé d'unifier l'heure au niveau international. À l'initiative de Guillaume Bigourdan, président du Bureau des longitudes, une convention diplomatique rassemblant les signatures de 26 États avait approuvé entre le 20 et le 25 octobre 1913, la création d'un Bureau international de l'heure (BIH) installé dans les locaux de l'Observatoire de Paris. Nicolas Stoyko, employé dans ce service depuis 1924, en prit la direction de 1942 à 1964, en remplacement d'Armand Lambert.

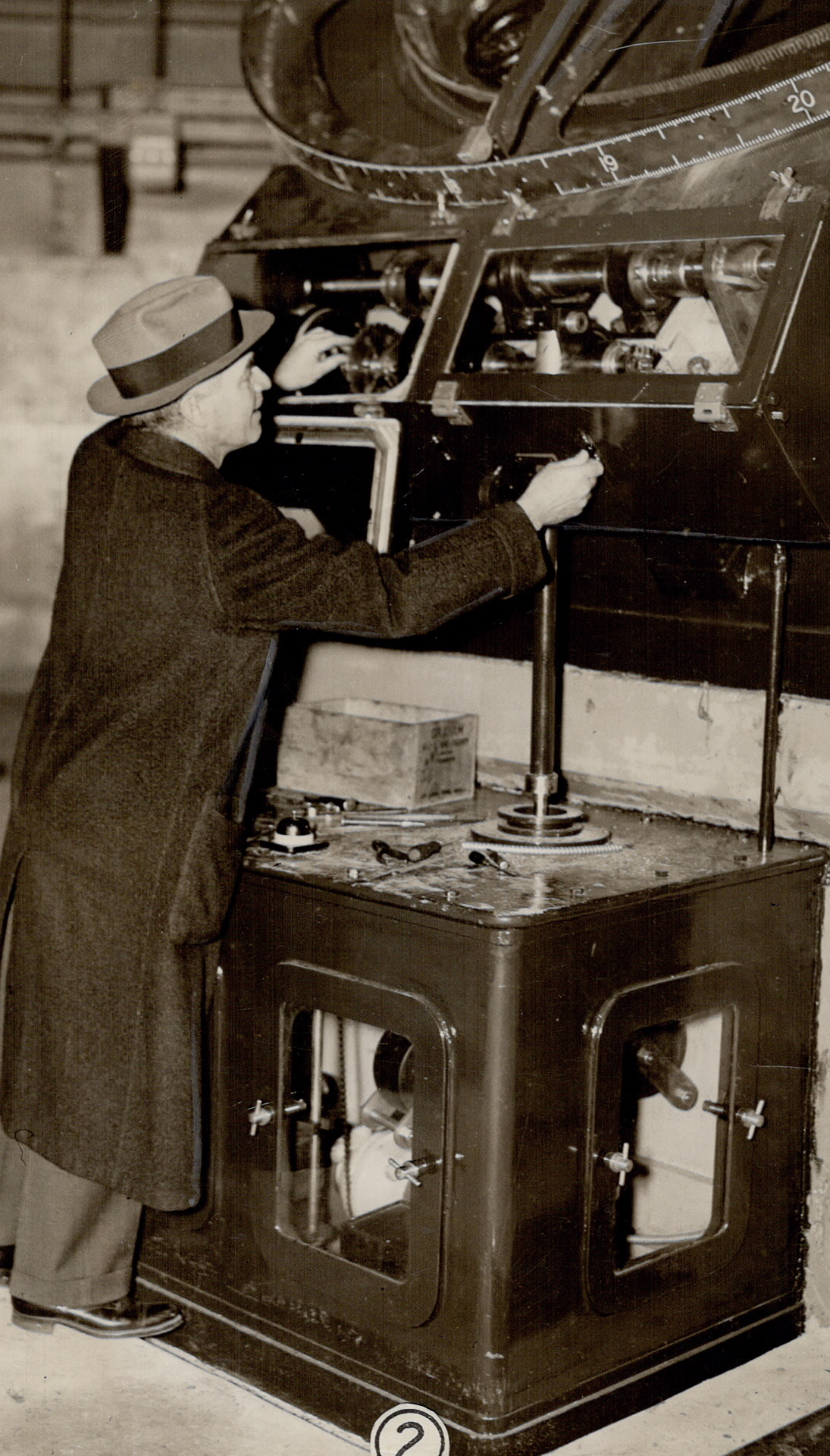
L'horloge de référence de l'observatoire Dunlap (1935).

Pour la synchronisation des horloges, on utilisait jusqu'en 1935 deux étalons astronomiques :
- le suivi du mouvement du point vernal, qui définit le temps sidéral;
- une mesure du temps basée sur le déplacement apparent du Soleil, et qui permet de définir le temps solaire moyen.

Ces mouvements astraux étaient chronométrés en différents points du globe par des instruments mécaniques dérivés du pendule de Repsold. Des signaux radioélectriques horaires permettaient de comparer les horloges des différents observatoires du globe plusieurs fois par jour.

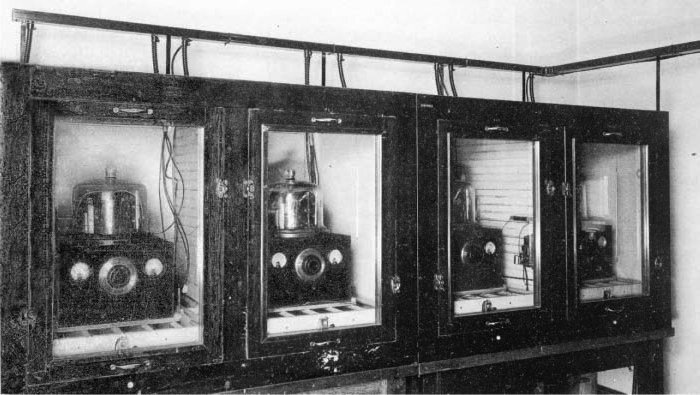
Quatre oscillateurs étalon à 100 kHz du National Institute of Standards and Technology (1929). Placés dans des enceintes isothermes (les cloches en verre), leur dérive relative en fréquence était inférieure à 10^{−7}, soit en gros 1 seconde en 4 mois.

Au début des années 1930 apparurent les premières horloges à quartz, mises au point dans les laboratoires Bell. Une étape-clef avait été l'étude de la résonance des cristaux piézo-électriques par Walter Guyton Cady, plus stables en température que celle des bilames en acier ; puis la simplification des oscillateurs Cady par G. W. Pierce. Les premières horloges à quartz, fondées sur l'excitation d'un cristal par une tension électrique alternative, utilisaient l'électronique à lampe : leur taille était celle d'un réfrigérateur ; mais elles permettaient une régularité de battement de l'ordre de 0,000 01 s entre deux équinoxes.
Muni des enregistrements réalisés avec ces nouvelles horloges, Stoyko, en même temps que les astronomes allemands Adolf Scheibe et Udo Adelsberger,., mit en évidence entre 1935 et 1937, une variation saisonnière de la vitesse journalière de la rotation de la Terre, qui allonge ou raccourcit le jour de 4 millisecondes par décennie. La rotation de la Terre n'était donc, non plus seulement ralentie, mais même irrégulière d'un moment à l'autre de l'année : ainsi, pour l'année 1937, la terre avait tourné lentement dans le printemps nordique et le début de l’été, et plus vite en automne. La différence de longueur du jour entre les deux extrêmes est de l’ordre de 1,2 milliseconde.
Cette variation, jusque-là insoupçonnée, s'ajoutait aux variations séculaires dues au mouvement des marées, connues depuis Newton, mais dont l'évaluation précise avait pris deux siècles, et qui explique un allongement du jour de 1,5 milliseconde par siècle. Stoyko et ses contemporains attribuèrent ces nouvelles irrégularités de la rotation terrestre au déplacement des masses atmosphériques et mantelliques du globe, ce qui les rend imprévisibles. La rotation terrestre était donc reconnue impropre à définir précisément le temps. Cela conduira à introduire en 1964 le Temps des éphémérides basé sur la révolution de la Terre autour du Soleil, puis, mieux encore, en 1967, le Temps atomique basé sur la fréquence d’un étalon atomique au césium.

## Écrits
- N. Stoyko, Sur la précision de la détermination de l'heure et sur les moyens de l'améliorer (1931), Imprimerie nationale, Paris
- N. Stoyko, Sur la mesure du temps et les problèmes qui s'y rattachent (1931) Paris : Gauthier-Villars et Cie,
- N. Stoyko, Étude d'une lunette méridienne installée à l'Observatoire de Paris (1931)
- A. Lambert, Mme P. Dubois et N. Stoyko, La Deuxième Opération internationale des longitudes, octobre-novembre 1933 (1938) ; [Ed. de l']Union astronomique et géodésique -géophysique internationale, éd. Hermann ],
- N. Stoyko, Influence des tremblements de terre sur les pendules (1943), Gauthier-Villars et Cie , Paris
- N. Stoyko, Les Fluctuations saisonnières de la rotation de la Terre (1951), Palais des Académies, Bruxelles
- N. Stoyko et Mme P[ierre] Dubois, La Deuxième Opération internationale des longitudes : octobre-novembre 1933, résultats, conclusions, vitesse apparente de propagation des ondes radioélectriques (1952), Association internationale de géodésie, Paris
- N. Stoyko, Rapport succinct sur les travaux russes d'astronomie fondamentale (1955)
- Nicolas Stoyko, Souvenirs de l'université de Novorossia et de l'Observatoire astronomique d'Odessa [« Stoyko Vospominanija o novorossijskom universitete i ob odesskoj astronomiceskoj observatorii »], Moscou, Nauka, 1969